# エルゴード理論
エルゴード理論（エルゴードりろん、英語: ergodic theory）は、ある力学系がエルゴード的（ある物理量に対して、長時間平均とある不変測度による位相平均が等しい）であることを示す、すなわちエルゴード仮説の立証を目的とする理論。この仮説は、SinaiらのDynamical billiardsの例などで正しいという証明が与えられている。この仮説は統計力学における等重率の原理を説明すると期待されたが、疑問が持たれている。また、物理学でのエルゴード性を抽象化した、数学における保測変換の理論をそう呼ぶこともある。
長時間平均
統計的、事象的、観察結果
位相平均
計算論的、収束するもの、あるいは一定のサイクルに収めることの出来るもの、全事象等確率的として推察できるもの
上記2つの平均が同じような値（あるいは関数）を得られるものについて、エルゴード的ということが出来る。

## 保測変換
確率測度Ｐにおいて保測変換Ｔは任意の事象Ａにおいて
{\displaystyle P(TA)=P(A)}
といった具合にＡの起こりうる確率を変化させずに別又は同じ事象TAに変換するものをいう。即ち、確率測度という大きさの測り方を指定したときに、大きさを変えずに変化させる操作の総称をいう。ただし、
{\displaystyle P(T^{-1}A)=P(A)}
であることはmeasure preserving（邦訳：測度保存）という名がついており、可逆性を満たせば保測変換になるという広いクラスとなる。

## エルゴード仮説
エルゴード仮説とは、長い時間尺度 (time scale) でみると、微小状態からなる位相空間内で同じエネルギーをもった領域に費やされる時間は位相空間でしめる体積に比例するというもの。すなわち、そのようなすべての実現可能な微小状態は長い目で見ると等しい確率で起こるということ。さらに言いかえれば、時間平均と、統計力学でいうアンサンブル（起こりうる微小状態の数だけある系のレプリカの集まり）内での平均は等しくなるということ。
証明されていないため仮説の域は出ないものの、この仮説を採用してシミュレーションを行うと現実を非常にうまく説明できることを疑うものはいない。その意味で特に工学分野において、証明を必要とするという意味のある「仮説」の字を避けエルゴード仮設と書くことがある。

### エルゴード仮説による等重率の原理の基礎付け
統計力学における等重率の原理がエルゴード仮説により基礎づけられるという主張に対しては疑問が持たれている。

## 数学におけるエルゴード理論
エルゴード理論は確率論にもとづいた力学系の一つの分野である。
物理のみならず数論など数学の他分野への応用も多い。
上記のエルゴード仮説との直接の関係は薄い。

### 重要な概念
エルゴード理論での基本的な事柄を説明する。
主に離散力学系を扱うが、連続力学系についても同様のことを考えることが出来る。

#### 可測力学系
確率空間 {\displaystyle (X,{\mathcal {B}},\mu )} を考える。即ち、X をある集合、{\displaystyle {\mathcal {B}}} を X 上の完全加法族、そしてμを確率測度とする。
さらに {\displaystyle T:X\rightarrow X} を {\displaystyle {\mathcal {B}}}-可測な写像とする。
全ての {\displaystyle A\in {\mathcal {B}}} に対して {\displaystyle \mu (T^{-1}A)=\mu (A)} を満たすとき、μは(T-)不変測度であるという。
このとき、 {\displaystyle (X,{\mathcal {B}},\mu ,T)} を可測力学系と呼ぶ。
ここでの興味の対象は、任意の始点 {\displaystyle x\in X} からの軌道 {\displaystyle \{T^{n}(x)\}_{n\in \mathbb {N} _{0}}} の振舞いである。

#### エルゴード性
T-不変な {\displaystyle {\mathcal {B}}} の部分集合を {\displaystyle {\mathcal {I}}=\{A\in {\mathcal {B}}:T^{-1}A=A\}} とする。
ある可測力学系 {\displaystyle (X,{\mathcal {B}},\mu ,T)} が以下の同値な条件の一つを満たすときエルゴード的であるという。
1. 任意の {\displaystyle A\in {\mathcal {I}}} に対して、 {\displaystyle \mu (A)=0} または {\displaystyle \mu (A)=1} が成り立つ。
2. 任意の {\displaystyle \mu (A\triangle T^{-1}A)=0} を満たす {\displaystyle A\in {\mathcal {B}}} に対して、 {\displaystyle \mu (A)=0} または {\displaystyle \mu (A)=1} が成り立つ。
3. 任意の {\displaystyle \mu (A),\mu (B)>0} を満たす {\displaystyle A,B\in {\mathcal {B}}} に対して、ある {\displaystyle n\in \mathbb {N} } があり、 {\displaystyle \mu (T^{-n}A\cap B)>0} が成り立つ。
4. 任意の {\displaystyle f\in L_{\mu }^{2}} に対して、 {\displaystyle f\circ T=f} が成り立つならば、{\displaystyle f} は({\displaystyle L_{\mu }^{2}}の意味で)定数関数である。
5. 任意の  {\displaystyle A,B\in {\mathcal {B}}} に対して {\displaystyle \lim _{n\rightarrow \infty }{\frac {1}{n}}\sum _{k=0}^{n-1}\mu (T^{-k}A\cap B)=\mu (A)\mu (B)} が成り立つ。

1.は、測度論の視点から見れば空間 X の自明でないT-不変な部分空間を持たないということを意味している。
3.で {\displaystyle A=B} の場合はポアンカレの回帰定理である。
5.は混合性と呼ばれる性質の一つである。
このような力学系をエルゴード的と呼ぶ結縁は各種エルゴード定理にある。
エルゴード性は重要な概念であるが、エルゴード理論で扱う力学系はエルゴード的な物に限られるわけではない。

#### 混合性
エルゴード性より強力な性質としては以下のものがある。
任意の {\displaystyle A,B\in {\mathcal {B}}} に対して
{\displaystyle \lim _{n\rightarrow \infty }{\frac {1}{n}}\sum _{k=0}^{n-1}\left|\mu (T^{-k}A\cap B)-\mu (A)\mu (B)\right|=0} が成り立つとき、 {\displaystyle (X,{\mathcal {B}},\mu ,T)} は弱混合的であるという。
また、任意の  {\displaystyle A,B\in {\mathcal {B}}} に対して {\displaystyle \lim _{n\rightarrow \infty }\mu (T^{-n}A\cap B)=\mu (A)\mu (B)} が成り立つとき、 {\displaystyle (X,{\mathcal {B}},\mu ,T)} は強混合的であるという。

### エルゴード定理
最も代表的なのは以下の定理である。
バーコフのエルゴード定理: {\displaystyle (X,{\mathcal {B}},\mu ,T)} を可測力学系とする。
任意の {\displaystyle f\in L_{\mu }^{1}} に対して、ある {\displaystyle f^{\ast }\circ T=f^{\ast }} を満たす {\displaystyle f^{\ast }\in L_{\mu }^{1}} が存在し
{\displaystyle \lim _{n\rightarrow \infty }{\frac {1}{n}}\sum _{k=0}^{n-1}f(T^{k}(x))=f^{\ast }(x)}
がμ-殆ど全ての {\displaystyle x\in X} で成り立つ。
さらに、μがエルゴード的なら右辺を {\displaystyle f^{\ast }(x)=\int fd\mu } と定数関数にとれる。

### 例
以下に可測力学系の例を示す。
- {\displaystyle {\mathcal {B}}([0,1))} を {\displaystyle [0,1)} 上のボレル集合族、 {\displaystyle \lambda } を {\displaystyle [0,1)} 上のルベーグ測度とする。さらに {\displaystyle \alpha \in \mathbb {R} } に対して、写像 {\displaystyle R_{\alpha }:[0,1)\rightarrow [0,1)} を {\displaystyle R_{\alpha }(x)=x+\alpha \mod 1} と定義する。このとき可測力学系 {\displaystyle ([0,1),{\mathcal {B}}([0,1)),\lambda ,R_{\alpha })} は {\displaystyle \alpha \not \in \mathbb {Q} } のときに限ってエルゴード的である。
- {\displaystyle b\in \mathbb {N} } に対して写像 {\displaystyle T_{b}:[0,1)\rightarrow [0,1)} を {\displaystyle T_{b}(x)=bx\mod 1} と定義する。このとき可測力学系 {\displaystyle ([0,1),{\mathcal {B}}([0,1)),\lambda ,T_{b})} はエルゴード的である。
- パイこね変換(Baker's map)
- 猫マップ(Arnold's cat map)

### 連分数への応用
写像 {\displaystyle T:(0,1)\rightarrow (0,1)} を {\displaystyle x} を {\displaystyle 1/x} の小数部分に写す写像とする。
つまり
{\displaystyle T(x)={\frac {1}{x}}-\left\lfloor {\frac {1}{x}}\right\rfloor }
と定義する。この写像は連分数変換やGauss写像と呼ばれることがある。ここで{\displaystyle \lfloor \,\rfloor }は床関数である。
このとき {\displaystyle a_{n}(x),n=1,2,\ldots } を {\displaystyle a_{n}(x)=\left\lfloor {\frac {1}{T^{n-1}(x)}}\right\rfloor } と定めると、これは {\displaystyle x=[0;a_{1}(x),a_{2}(x),\ldots ]} と {\displaystyle x} の連分数表現を与える。
つまり任意の {\displaystyle x\in [0,1]\setminus \mathbb {Q} } は
{\displaystyle {\begin{aligned}x&=a_{1}(x)+{\cfrac {1}{a_{2}(x)+{\cfrac {1}{a_{3}(x)+{\cfrac {1}{\ddots }}}}}}\end{aligned}}}
と表される。
さらに、 {\displaystyle [0,1]} 上のボレル確率測度 {\displaystyle \mu } を
{\displaystyle \mu (A)={\frac {1}{\log 2}}\int _{A}{\frac {1}{1+x}}dx}
と定義する。これはガウス測度と呼ばれることがある。
この {\displaystyle \mu } は {\displaystyle T}-不変であるので {\displaystyle ([0,1],{\mathcal {B}}([0,1]),\mu ,T)} は可測力学系となっている。
この力学系はエルゴード的であることも知られている。

## 引用
1. ↑  田崎 p.96-100に問題点が指摘されている
2. ↑  田崎晴明 (2009 年 9 月 11 日). “統計力学 I, II（培風館、新物理学シリーズ）”. www.gakushuin.ac.jp.   学習院大学理学部物理学教室. 2013年10月6日閲覧。 “「統計力学の基盤はマクロな経験事実である」という立場を貫き、できるかぎり見通しのよいストーリーを提示した（既習者や専門家のために、エルゴード仮説が統計力学の基礎としては的を外している理由も解説した）。”

## 関連書籍
- 『エルゴード理論とフラクタル』 釜江哲郎・高橋智 共著 (1993, シュプリンガー･フェアラーク東京, ISBN 4-431-70645-3)
- Probability : Theory and Examples (Richard Durrett, Thomson, ISBN 0-534-42441-4)
- Peter Walters, An Introduction to Ergodic Theory